# Teatro dei Rinnovati
Il Teatro dei Rinnovati è un teatro di Siena situato nel Palazzo Pubblico in piazza del Campo.

## Storia e descrizione
Il più importante teatro di Siena e della provincia deve le sue origini all'adattamento della Sala del Consiglio edificata nel XIV secolo sul retro del Palazzo Pubblico. Questa sala, dove già in occasione della venuta di Carlo V nel 1536 erano stati allestiti solenni festeggiamenti in suo onore, nel 1560 venne adattata a sede stabile di spettacoli, con palcoscenico e galleria, su disegno di Bartolomeo Neroni detto il Riccio.
Dopo la prima gestione affidata all'Accademia dei Filomati poi unitasi a quella degli Intronati, la prima sala venne distrutta nel 1647 e ricostruita prima in legno poi in struttura più stabile su progetto dell'architetto Carlo Fontana.
Il nuovo teatro con pianta a U e 107 palchi su quattro ordini venne inaugurato nel 1670 con l'Argia, opera drammatica in musica. Nel 1742 il teatro andò distrutto a causa di un incendio e dopo provvisorie sistemazioni venne ricostruito e aperto nel luglio del 1750 con L'Adriano in Siria. Un anno dopo un nuovo incendio richiedeva un altro intervento più consistente. Dopo il restauro del tetto diretto dall'architetto granducale Giuseppe Ruggieri, il nuovo teatro venne eseguito su progetto e sotto la direzione del celebre architetto teatrale Antonio Galli da Bibbiena. Nel luglio 1753, con l'allestimento del Tito Manlio del Salvi, il teatro venne quindi nuovamente riaperto e nella forma che, nonostante qualche rimaneggiamento successivo, è giunta fino ai nostri giorni: la pianta a campana con 88 palchi, comprese le barcacce e i palchi delle vedove, distribuiti su quattro ordini e separati da un ampio palcoscenico attraverso un proscenio formato da un doppio fusto di colonne di ordine corinzio gigante. Grazie anche alle ricche decorazioni ideate dal Bibbiena e realizzate da decoratori quali Liborio Guerrini, Giuseppe Lusini e Pietro Montini, il teatro costituì un importante esempio di teatro all'italiana di gusto neoclassico che tanta fortuna avrebbe avuto a Siena.
Ma le vicende sfortunate del teatro non erano finite. Nel 1798 il terremoto lesionò gravemente l'edificio soprattutto nell'angolo del palcoscenico verso il mercato, e richiese un consistente intervento di risarcimento affidato agli architetti e ingegneri granducali Salvetti, Del Rosso, Della Porta e Nini. In questa occasione l'Accademia degli Intronati decise di vendere il teatro, che fu acquistato nel 1800 dall'Accademia dei Rinnovati che oltre a curare il rialzamento del tetto dotò il teatro di altri locali destinati alla vita accademica.
Nel corso dell'Ottocento sotto la proprietà della nuova Accademia il teatro fu interessato a vari interventi, relativi soprattutto al palco reale, al palcoscenico, ai camerini e ai locali per i coristi e per il custode, che videro impegnati architetti quali Agostino Fantastici, Alessandro Doveri, Giuseppe Partini e Augusto Corbi. Anche le decorazioni interne furono a più riprese rinnovate ed affrescate da Giorgio Bandini nel 1853.
Dichiarato inagibile nel 1927, il teatro venne ceduto dall'Accademia dei Rinnovati al Comune nel 1935. Con il finanziamento del Monte dei Paschi, l'Amministrazione Comunale procedette a eseguire opere di consolidamento del fabbricato e di messa in sicurezza dai rischi di incendio: le vecchie capriate lignee della copertura vennero sostituite da travi reticolari in ferro come pure i solai ora realizzati in ferro, laterizio e cemento armato. Interrotti a causa della guerra questi onerosi lavori ripresero nel 1948 per concludersi nel 1950 quando il teatro venne riaperto in occasione della settimana musicale senese. Gli impianti elettrico e termico, invece, vennero rinnovati completamente negli anni ottanta.
Grazie a questi lavori, quello che può essere considerato uno dei più importanti teatri storici non solo di Siena ma dell'intera Toscana ha continuato a garantire un'intensa attività teatrale gestita direttamente dall'Amministrazione Comunale e incentrata nei mesi invernali in stagioni teatrali tra le più importanti della regione e ad agosto nel prestigioso appuntamento della "Settimana Musicale Chigiana".